# ژن گزارشگر

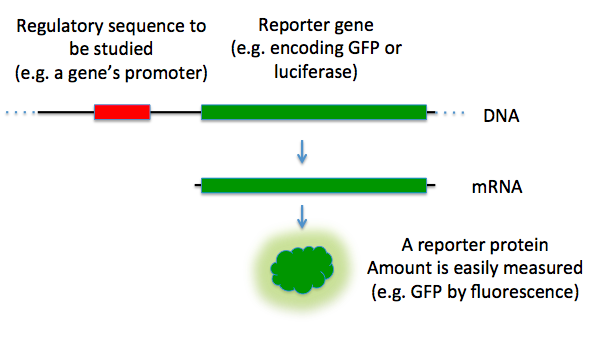
نمودار چگونگی استفاده از ژن گزارشگر برای مطالعه توالی نظارتی.

در زیست‌شناسی مولکولی، ژن گزارشگر (غالباً به سادگی گزارشگر) ژنی است که محققان آن را به دنباله تنظیم کننده (سکانس تنظیم کننده) ژن مورد نظر در باکتری‌ها، سلول سلولی، حیوانات یا گیاهان، پیوند می‌دهند. به این ژن‌ها گزارشگر گفته می‌شود زیرا خصوصیاتی که به ارگانیسم‌های بیان کننده آنها می‌دهند به راحتی شناسایی و اندازه‌گیری می‌شوند یا اینکه نشانگرهای قابل انتخاب هستند. از ژن‌های گزارشگر اغلب به عنوان نشانه ای استفاده می‌شود که آیا ژن خاصی توسط سلول یا ارگانیسم جذب شده آیا در آن بیان شده‌است؟.

## ژن‌های گزارشگر رایج
دانشمندان برای تزریق ژن گزارشگر به ارگانیسم، ژن گزارشگر و ژن مورد نظر را در همان سازه DNA (با سازه دبل هلیکس ژنوم اشتباه نشود، سازه دی.ان. آ یک ساختار مهندسی شده‌است که برای اهداف تراریختگی مورد استفاده قرار می‌گیرد) قرار می‌دهند تا در سلول یا ارگانیسم قرار گیرد. برای باکتریها یا سلولهای پروکاریوتی در فرهنگ، این معمولاً به شکل یک مولکول DNA حلقوی به نام پلاسمید است. استفاده از ژن گزارشگر که به صورت بومی در سلول یا ارگانیسم مورد مطالعه بیان نشده باشد بسیار مهم است، زیرا بیان خبرنگار به عنوان یک نشانگر برای جذب موفقیت‌آمیز ژن مورد استفاده است.
ژن‌های گزارشگر معمولاً مورد استفاده که ویژگی‌های قابل رویت بصری را القا می‌کنند معمولاً شامل پروتئین‌های فلورسنت و لومینسانس هستند. به عنوان مثال می‌توان به ژن رمزگذار پروتئین فلورسنت سبز (GFP) چتر دریایی (ماهی ژله ای) اشاره کرد که باعث می‌شود سلولهایی که آن را بیان می‌کنند در زیر نور آبی سبز بدرخشند، آنزیم لوسیفراز که با تولید لوسیفرین واکنش را برای تولید نور و پروتئین فلورسنت قرمز از ژن dsRed ژن GUS معمولاً در گیاهان مورد استفاده قرار می‌گیرد اما لوسیفراز و GFP بیشتر رایج هستند.
گزارشگر رایج در باکتری‌ها ژن E. coli lacZ است که پروتئین بتا-گالاکتوزیداز را کد می‌کند. این آنزیم باعث می‌شود باکتریهایی که ژن را بیان می‌کنند وقتی روی محیطی که حاوی X-gal آنالوگ سوبسترا است رشد کنند آبی به نظر می‌رسند. نمونه ای از یک نشانگر قابل انتخاب که گزارشگر در باکتری‌ها نیز می‌باشد ژن کلرامفنیکل استیل ترانسفراز (CAT) است که مقاومت به آنتی‌بیوتیک کلرامفنیکل را ایجاد می‌کند.
| نام ژن | محصول ژن                   | سنجش                       | مرجع.  |
| lacZ   | β- گالاکتوزیداز            | سنجش آنزیم، هیستوشیمیایی   | [ ۹ ]  |
| گربه   | کلرامفنیکل استیل ترانسفراز | استیلاسیون کلرامفنیکل      | [ ۱۰ ] |
| gfp    | پروتئین فلورسنت سبز        | فلورسنت                    | [ ۲ ]  |
| rfp    | پروتئین فلورسنت قرمز       | میکروسکوپی ،اسپکتروفتومتری | [ ۱۱ ] |
| لوک    | آنزیم لوسیفراز             | بیولومینسانس               | [ ۳ ]  |

## سنجش‌های تحول و انتقال
بسیاری از روش‌های ترانسفکشن (ترا آلودگی) و تحول - دو روش بیان ژن خارجی یا اصلاح شده در ارگانیسم - فقط در درصد کمی از جمعیتی که تحت این تکنیک‌ها قرار دارند کارآمدتر است. بنابراین، روشی برای شناسایی آن چند رویداد موفق جذب ژن لازم است. ژن‌های گزارشگر مورد استفاده در این روش به‌طور معمول تحت پروموتر خود (مناطق DNA ای که رونویسی ژن را آغاز می‌کنند) مستقل از ژن معرفی شده مورد علاقه بیان می‌شوند. ژن گزارشگر را می‌توان بصورت سازنده بیان کرد (یعنی "همیشه روشن است") یا با یک مداخله خارجی مانند معرفی ایزوپروپیل β-D-1-تیوگالاکتوپیروزانوزید (IPTG) در سیستم β-galactosidase القا می‌شود. در نتیجه، بیان ژن گزارشگر مستقل از بیان ژن مورد علاقه است، این زمانی یک مزیت است که ژن مورد علاقه فقط تحت شرایط خاص خاص یا در بافتهایی که دسترسی به آنها دشوار است، بیان شود.
در مورد گزارشگرهای نشانگر قابل انتخاب مانند CAT، جمعیت ترانسفکت شده باکتریها را می‌توان روی یک بستر که حاوی کلرامفنیکل است، پرورش داد. تنها سلولهایی که سازه حاوی ژن CAT را با موفقیت به دست گرفته‌اند در این شرایط زنده می‌مانند و تکثیر می‌شوند.

## آزمونهای سنجش بیان ژن
از ژن‌های گزارشگر می‌توان برای سنجش بیان ژن مورد علاقه استفاده کرد که سنجش کمی آن به‌طور معمول دشوار است. ژن‌های گزارشگر می‌توانند پروتئینی تولید کنند که تأثیر واضح یا فوری آن روی محیط کشت سلول یا ارگانیسم باشد. آنها به‌طور ایده‌آل در ژنوم بومی وجود ندارند تا بتوانند بیان ژن گزارشگر را در نتیجه بیان ژن مورد علاقه جدا کنند.
برای فعال سازی ژن‌های گزارشگر، می‌توان آنها را به صورت سازنده بیان کرد، جایی که مستقیماً به ژن مورد نظر متصل شده و همجوشی ژن ایجاد می‌کنند. این روش یک مثال از استفاده از عناصر سیس (cis-acting عناصر توالی نظارتی CIS، توالی‌های موجود در منطقه ۳ ′ و ۵ ′ ترجمه نشده، اینترون‌ها یا مناطق کد کننده RNAهای پیش ساز و mRNAهای بالغ هستند که به‌طور انتخابی توسط یک مجموعه مکمل از یک یا چند عامل متعامل برای تنظیم ژن پس از رونویسی شناخته می‌شوند) است که در آن دو ژن تحت اثر یک پروموتر مشابه هستند و رونویسی آنها RNA پیامرسان واحد را بوجود می‌آورد. mRNA ژن سپش به پروتئین ترجمه می‌شود. مهم این است که هر دو پروتئین قادر باشند به درستی برابر به رونوشت فعال خود خمش یابند (تا شدگی پروتئین کلمه ای است که در فارسی برای Protein folding پیشنهاد شده و از لحاظ بیولوژی صحیح نمیباشد)  و با سوبستراهای خود تعامل کنند. در ساخت سازه DNA، معمولاً بخشی از برنامه‌نویسی DNA برای یک منطقه پیوند دهنده پلی پپتیدی انعطاف‌پذیر در نظر گرفته می‌شود تا گزارشگر و محصول ژن فقط اندکی با یکدیگر تداخل داشته باشند. ژن‌های گزارشگر را می‌توان با القا در حین رشد نیز بیان کرد. در این موارد، عناصر ترانس(trans-acting عناصر ترانس عوامل رونویسی یا سایر پروتئین‌های متصل به DNA هستند که توالی‌های خاص عناصر سیس را برای شروع، تقویت یا سرکوب رونویسی شناسایی و به آنها متصل می‌شوند) عناصر، مانند عوامل رونویسی استفاده می‌شود برای بیان ژن گزارشگر.
سنجش ژن گزارشگر به‌طور فزاینده ای در غربالگری با توان عملیاتی بالا (HTS) برای شناسایی بازدارنده‌های مولکول کوچک و فعال کننده‌های اهداف پروتئین و مسیرهای کشف دارو و شیمی آلی مورد استفاده قرار گرفته‌است. از آنجا که خود آنزیم‌های گزارشگر (به عنوان مثال لوسیفراز کرم شب تاب) می‌توانند اهداف مستقیم مولکول‌های کوچک باشند و تفسیر داده‌های HTS را سردرگم کنند، طرح‌های جدید گزارشگر تصادفی شامل سرکوب مصنوع ساخته شده‌است.

## سنجش‌های پروموتر
از ژن‌های گزارشگر می‌توان برای ارزیابی فعالیت یک پروموتر خاص در سلول یا ارگانیسم استفاده کرد. در این حالت «ژن مورد علاقه» جداگانه ای وجود ندارد. ژن گزارشگر به سادگی تحت کنترل پروموتر هدف قرار می‌گیرد و فعالیت محصول ژن گزارشگر کمی اندازه‌گیری می‌شود. نتایج به‌طور معمول نسبت به فعالیت تحت یک پروموتر «اجماع» شناخته شده برای القای بیان ژن قوی گزارش می‌شود.

## موارد استفاده بیشتر
استفاده پیچیده‌تر از ژن‌های گزارشگر در مقیاس بزرگ در غربالگری دو هیبریدی است، که هدف آن شناسایی پروتئین‌هایی است که بومی با یکدیگر در داخل بدن تعامل دارند.